# Costantino II Salusio III
Costantino II Salusio III (Santa Igia, XI secolo – Santa Igia, XII secolo) è stato giudice di Cagliari dal 1130 fino al 1163.

## Biografia
La fine delle ostilità tra Genova e Pisa nel 1133 consentì a Costantino di preoccuparsi dello sviluppo economico del suo regno, potenziando il porto di Cagliari, che divenne un importante scalo  per le stesse Genova e Pisa. In questo modo il giudice fece sì che il Giudicato di Cagliari non fosse dipendente né dall'una  né dall'altra Repubblica marinara.
Figlio del precedente giudice Mariano II Torchitorio II, con lui finì la dinastia dei Lacon-Gunale. Infatti, benché conseguì due matrimoni, ebbe solo tre figlie femmine: una anonima, Preziosa e Giorgia, che sposò  il nobile lunigiano Oberto Obertenghi marchese di Massa e Corsica e dalla cui relazione nacque Guglielmo I Salusio IV, con il quale ebbe inizio la nuova dinastia dei Lacon-Massa.